# Clic Air
EasyFly (mã IATA = EF, mã ICAO = EFY) là hãng hàng không giá rẻ của Colombia, trụ sở ở Bogotá. Căn cứ chính của hãng ở Sân bay quốc tế El Dorado, (Bogotá).

## Lịch sử
EasyFly được Dr.Alfonso Ávila - người sáng lập hãng AeroRepública từ 1992 - thành lập và bắt đầu hoạt động từ năm 2007 bằng 1 máy bay BAe Jetstream 41. Hãng hiện có các tuyến đường chở khách thường xuyên trong nước.

## Các nơi đến
(Tháng 03/2015):
- Apartadó
- Arauca
- Barrancabermeja
- Barranquilla
- Bucaramanga
- Cúcuta
- Ibagué
- Montería
- Neiva
- Pereira
- Quibdó
- Valledupar
- Yopal

## Các nơi đến tương lai
- Armenia
- Cartago
- Corozal
- Manizales
- Pasto
- Popayán
- Santa Marta
- Villavicencio

## Đội máy bay
(Tháng 03/2015):
- 13 BAe Jetstream 41
- 3 ATR42